# The Sims: Hot Date
The Sims Hot Date è la terza espansione uscita per il videogioco di simulazione per PC The Sims, dedicata all'amore e alle relazioni sociali e sentimentali dei sims.

## Novità

### Nuovo Centro Sim
È la prima espansione ad introdurre un nuovo sotto-quartiere, il centro commerciale, dove è possibile visitare diversi negozi e dove i sims possono incontrarsi per appuntamenti romantici o fare "shopping". Per recarvisi si deve chiamare un taxi al telefono. Tra i nuovi negozi introdotti ci sono quelli che vendono fiori, videogiochi, riviste, dolci, peluche, vestiti e oggetti di moda (come collane, bracciali e altri tipi di gioielli).

### Gli Appuntamenti
È stata introdotta la possibilità di chiedere appuntamenti e organizzare incontri nel centro commerciale e si sono aggiunte nuove interazioni, permettendo diverse forme di affetto fra i sims e di scambiare regali. Nel centro commerciale sono stati introdotti diversi ristoranti, dove i sims, ordinando dal podio, possono scegliere insieme al partner il posto dove sedersi e il menù. Oltre ai ristoranti sono presenti anche gelaterie, pizzerie e bar. Inoltre, è stato creato un lotto tutto con le piastrelle grigie nel quale i Sim si possono incontrare oppure fare una passeggiata.

### Nuovi oggetti
Sono anche stati introdotti centinaia di nuovi oggetti, come per esempio: vasca da bagno, molti tavoli e sedie a forma di cuori e anche nuove decorazioni utili per addobbare la casa dei Sims per una serata romantica o per rendere la casa romantica. 

### Nuovi PNG
Tra le novità vi è anche l'introduzione di diversi personaggi non giocanti, come la signora Geltrude (Miss Crumplebottom, un'anziana signora che rimprovererà e colpirà con la sua borsetta i Sim che eseguiranno interazioni romantiche a Downtown), Claire l'orso (Claire the Bear, un'orsa che visiterà le case dei Sim e rovisterà i bidoni dell'immondizia in cerca di cibo rovesciando i rifiuti a terra; qualora nella casa dei Sim ci sia come tappeto una pelle d'orso, Claire proverà ad interagirci) e i menestrelli (che si aggirano per costosi ristoranti suonando la chitarra per i commensali).